# کلاته فیروزه
کلاته فیروزه روستایی در دهستان زیارت بخش مرکزی شهرستان شیروان استان خراسان شمالی ایران است.

## جمعیت
بر پایه سرشماری عمومی نفوس و مسکن در سال ۱۳۹۵ جمعیت این مکان ۱۹۹ نفر (۵۹خانوار) بوده‌است.